# Lou Ann Barton
Lou Ann Barton er en bluessanger fra USA.

## Diskografi
- 1979 Austin Festival med Stevie Ray Vaughan
- 1982 Old Enough (Asylum Records)
- 1986 Forbidden Tones (Spindletop Records)
- 1989 Read My Lips (Antone's Records)
- 1990 Dreams Come True (Antone's) (med Marcia Ball og Angela Strehli)
- 1998 Sugar Coated Love med Stevie Ray Vaughan og andres (M.I.L. Multimedia)
- 2001 Thunderbroad (Blues Factory)
- 2002 Someday (Catfish)
- 2007 On The Jimmy Reed Highway med Omar Kent Dykes og Jimmie Vaughan
- 2010 Jimmie Vaughan Plays Blues, Ballads, & Favorites med Jimmie Vaughan
- 2011 Jimmie Vaughan Plays More Blues, Ballads & Favorites med Jimmie Vaughan